# Николас Лончар
Николас М. Лончар (енгл. Nicholas Loncar; Филаделфија, 20. октобар 1986) награђивани је амерички адвокат и бивши боксер српског порекла из Лос Анђелеса. Син је проналазача и оснивача Теслине научне фондације Николе Лончара.

## Биографија
Рођен је у Филаделфији, од оца Србина (Николе) и мајке Американке Морин. И поред тога, он српски језик зна од рођења, јер га је стално говорио са оцем, баком и тетком. У детињству је, поносан на српско порекло, сам научио ћирилицу. Породица Лончар се 1989. године вратила из Америке и настанила у Земуну са намером да ту и остане, али су их почетак рата и санкције приморале на повратак преко океана 1992. Николас себе сматра Србином, поседује српско држављанство, негује српску културу и одлази у српску цркву. Безрезервно помаже у раду свог оца Николу, који се свакодневно труди да се о његовом земљаку и имењаку Николи Тесли више и даље чује.
Први разред основне школе је завршио у Србији, а даље школовање наставио у Америци. Похађао је Колеџ „Вилијам и Мери” у Вилијамсбургу, Вирџинија, а потом дипломирао на Правном факултету Универзитета „Виланова” у истоименом предграђу Филаделфије истакавши се за време стажирања.
Предавао је кривично право на Народном правном факултету (Peoples College of Law) у Лос Анђелесу 2019.

### Адвокатура
Николас је најпре радио за јавног правобраниоца Округа Сан Дијего, затим у Удружењу правобранилаца Филаделфије и за федералног правобраниоца Њу Џерзија, да би 2012. године отворио сопствену адвокатску канцеларију у Калифорнији „Law Offices of Nicholas Loncar”. Стекавши лиценцу да послује и у Тексасу, 2018. је основао фирму и у тој америчкој савезној држави под називом „Loncar Law Firm”.
Случајеви које је водио и води чине широк спектар: од ситних крађа и силовања преко оружаних пљачки до убистава. Још као двадесетдеветогодишњак 2016. је добио престижно признање „Top 40 Under 40” професионалног удружења „The National Trial Lawyers”, нашавши се тако међу четрдесет најбољих адвоката који се баве кривичним правом млађих од четрдесет година. Наредне, 2017, овенчан је и признањем компаније „Lawyers of Distinction”.
Лончар је покретач веб-портала www.iDefendLosAngeles.com, који служи да грађанима помогне да се заштите од законских злоупотреба.

### Бокс
Током скоро десетогодишње боксерске каријере, тренер му је између осталих био и светски шампион у тешкој категорији Џо (Smokin’) Фрејзер, али и Роберт (Bam Bam) Хајнс и Џони (Dancing Machine) Картер. Каже да га је бокс научио дисциплини, а сам Фрејзер да у све што ради уложи труд, што данас примењује борећи се за своје клијенте.

## Награде и признања
- Признање „Top 40 Under 40” (2016)
- Признање „Lawyers of Distinction” (2017)